# Język yahadian
Język yahadian (a. jahadian), także: nerigo, yabin-yahadian, yahadian-mugim – język papuaski używany w prowincji Papua Zachodnia w Indonezji (południowa część półwyspu Ptasia Głowa, kabupaten Sorong Selatan).
Społeczność zamieszkuje wsie Yahadian (dystrykt Kais) i Mugim (dystrykt Matemani). Tego samego języka używa pobliska grupa etniczna Nerigo.
Według danych z 1991 roku posługuje się nim 500 osób. Jego użytkownicy to przede wszystkim osoby dorosłe.
Jest słownikowo bliski językowi konda (60% podobieństwa leksykalnego).